# Coral Fang
Coral Fang è un album discografico del gruppo musicale statunitense The Distillers, pubblicato nel 2003 dalla Sire Records.

## Il disco
Il disco, il terzo ed ultimo album registrato dalla band prima dello scioglimento, venne pubblicato con tre diverse copertine. Quella originale, raffigurante una donna nuda crocifissa dal cui fianco sgorga un imponente fiotto di sangue, fu considerata troppo esplicita da larga parte dei rivenditori. In seguito al rifiuto di questi ultimi a distribuire il cd, fu deciso seconda copertina, raffigurante vari animali. La terza copertina, realizzata per la versione limitata su vinile, riprende la copertina originale, ma raffigura una donna vera e non disegnata.
Il brano Hall of Mirrors è stato incluso nella raccolta Kerrang! Best of 2003, della omonima rivista. Altri pezzi sono stati utilizzati come colonna sonora di vari videogiochi: Drain the Blood è stata utilizzata in Gran Turismo 4 ed è scaricabile per la serie Rock Band; Beat Your Heart Out è parte della colonna sonora di Tony Hawk's Underground 2 e Spider-Man 2; Dismantle Me è infine utilizzata in MTX Mototrax.

## Tracce
Testi e musiche di Brody Dalle.
1. Drain the Blood – 3:08
2. Dismantle Me – 2:26
3. Die on a Rope – 2:39
4. The Gallow Is God – 4:35
5. Coral Fang – 2:09
6. The Hunger – 5:28
7. Hall of Mirrors – 3:50
8. Beat Your Heart Out – 2:48
9. Love Is Paranoid – 2:07
10. For Tonight You're Only Here to Know – 3:18
11. Deathsex – 12:17

Durata totale: 44:45

## Formazione

### Gruppo
- Tony Bradley - chitarra, seconda voce
- Brody Dalle - prima voce, chitarra
- Andy Granelli - batteria
- Ryan Sinn - basso, seconda voce

### Altri musicisti
- Dan Druff - chitarra
- Mike Fazano - batteria